# Tuig van de richel
Tuig van de richel is een lied van de Nederlandse zanger Danny de Munk. Het werd in 2013 als single uitgebracht.

## Achtergrond
Tuig van de richel is geschreven door Jochem Fluitsma, Eric van Tijn, Danny de Munk en Pepijn Lanen en geproduceerd door Fluitsma & Van Tijn. Het nummer valt onder het genre levenslied. Het lied komt voort uit een aflevering van televisieserie Ali B op volle toeren waarin Danny de Munk en Lil' Kleine centraal stonden. Beide artiesten moesten in deze aflevering een eigen twist geven aan een nummer van de ander en die aan het eind van de aflevering ten gehore aan de ander brengen. Lil' Kleine bewerkte het nummer Ik voel me zo verdomd alleen naar het hiphoplied Zo verdomd alleen en De Munk maakte Tuig van de richel, een vrije bewerking van het gelijknamige nummer van Lil' Kleine en Faberyayo uit 2012.

## Hitnoteringen
De zanger had succes met het lied in de Nederlandse hitlijsten. Het bereikte de zevende positie in de Single Top 100 en stond vijf weken in deze hitlijst. Daarnaast bereikte het nummer de 23e positie in de Nederlandse Top 40 en stond het drie weken in die lijst.